# Avesnes-le-Comte Communal Cemetery Extension
Avesnes-le-Comte Communal Cemetery Extension is een begraafplaats gelegen in de Franse plaats Avesnes-le-Comte (Pas-de-Calais). De militaire graven worden onderhouden door de Commonwealth War Graves Commission.
De begraafplaats telt 333 geïdentificeerde Gemenebest graven, waarvan 329 uit de Eerste Wereldoorlog en 4 uit de Tweede Wereldoorlog.